# ریشک‌بالان بال‌نواری
ریشک‌بالان بال‌نواری (نام علمی: Aeolothripidae) نام یک تیره از زیرراسته زنبور انگل است.